# Fresenburg
Fresenburg est une commune allemande de l'arrondissement du Pays de l'Ems, Land de Basse-Saxe.

## Géographie
Fresenburg se situe entre l'Ems et du Dortmund-Ems-Kanal.
|              | Kluse      |             |
| Sustrum      | Fresenburg | Renkenberge |
| Niederlangen | Lathen     |             |

La commune comprend les quartiers de Fresenburg, Düthe et Melstrup.

## Histoire
Fresenburg est mentionné pour la première fois en 1226 sous le nom de "Vresenberghe". Le château-fort date de cette époque, quand le comté de Ravensberg était en guerre avec le comté de Tecklenbourg.

## Source, notes et références
- (de) Cet article est partiellement ou en totalité issu de l’article de Wikipédia en allemand intitulé « Fresenburg » (voir la liste des auteurs).